# Межегей
Межегей, Алаак (тув. Межегей) — село в Тандинского кожууне Республики Тыва. Административный центр и единственный населённый пункт Межегейского сумона. Население  1239 человек (2007), 1160 (2015)

## География
Село находится  в Тувинской котловине, у рек Межегей (правый приток р. Элегест) и ее притока - Дурген (река).
К селу административно относятся местечки (населённые пункты без статуса поселения): м. Баг-Баары, м. Болото Межегейское, м. Каък-Бажи, м. Летник, м. Полевой стан бывшей бригады 1, м. Узун Кара Суг, м. Узун Кара Суг 2, м. Улуг, м. Эртине-Булак
возле села урочища и территории, обслуживаемые местным почтовым отделением: уч-к Урочище Адыр-Тей, уч-к Урочище Ак-Тал, уч-к Урочище Аксы-Булун, уч-к Урочище Аргыз-Узун, уч-к Урочище Арыг-Бажы, уч-к Урочище Золотая Чаша, уч-к Урочище Кара-Суг, уч-к Урочище Курга-Хольчук, уч-к Урочище Кызыл-Тей, уч-к Урочище Малые Шеми, уч-к Урочище Хайырлыг-Хем, уч-к Урочище Хольчук, уч-к Урочище Чодураа, уч-к Урочище Шоолтер; тер. Озеро Дус-Холь, тер. Озеро Хадын
Уличная сеть
ул. Гагарина, ул. Заречная, ул. Карла Маркса, ул. Ленина, ул. Лесная, ул. Молодежная, ул. Новая Зелёная, ул. Октябрьская, ул. Оюн Данчай, ул. Пролетарская, ул. Степная.
Географическое положение
Расстояние до:
районного центра Бай-Хаак: 14 км.
столицы республики Кызыл: 52 км.
Ближайшие населённые пункты
Успенка 5 км, Ургайлыг (Арголик) 10 км, Шанган 14 км, Бай-Хаак 14 км, Дурген 17 км, Сосновка 18 км, Кочетово 20 км, Чал-Кежиг (Элегест) 27 км, Элегест 27 км
климат
Сумон, как и весь Тандинский кожуун, приравнен к районам Крайнего Севера.

## Население
| 2002  | 2010  | 2011  | 2012  | 2013  | 2014  | 2015  |
| ----- | ----- | ----- | ----- | ----- | ----- | ----- |
| 1243  | ↘1142 | ↗1145 | ↘1143 | ↗1151 | ↗1160 | ↗1161 |
| 2016  | 2017  | 2018  | 2019  | 2020  | 2021  |       |
| ↗1193 | ↗1266 | ↗1332 | ↗1380 | ↗1393 | ↗1595 |       |

Национальный состав
Согласно результатам переписи 2002 года, в национальной структуре населения тувинцы составляли 91 %

## Известные жители
Максим Монгужукович Мунзук (15 сентября 1912 (по другим данным — 2 мая 1910 года), с. Межегей Тандинского района Тувинской АССР — 28 июля 1999, Кызыл, Тыва, Россия) — советский тувинский актёр, один из основателей национального театра. Исполнитель роли Дерсу Узалы в одноимённом фильме Акиры Куросавы.

## Инфраструктура
отделение почтовой связи села Межегей (ул. Октябрьская, 3)
Электрическая подстанция ПС 110/6,6/6,3 кВ «Межегей»
образование
МБОУ СОШ с. Межегей. Участвуют в спортивных мероприятиях
«ГУЧ Детский дом с. Межегей» (улица Ленина, д. 30)
детсад «Сайзанак»
экономика
Градообразующее предприятие - «Межегейуголь».
- Разведение овец и коз: СХК «ОЛЧА»
- Выращивание картофеля: СХК «ЭРТИНЕ-БУЛАК»

культура
Сельский ДК СП Сумона Межегейский
административная деятельность
Администрация села Межегей
Администрация Межегейского сумона

## Транспорт
Автодорога местного значения.